# Eusirella heterochela
Eusirella heterochela is een vlokreeftensoort uit de familie van de Eusiridae. De wetenschappelijke naam van de soort is voor het eerst geldig gepubliceerd in 1964 door Birstein & M. Vinogradov.